# 櫻井麻七
櫻井 麻七（さくらい まな、1992年9月15日 - ）は、日本の女優、元グラビアアイドル。山口県下松市出身。ジャストプロを経て、トーチ・リンクに所属。
かつては宮脇 麻那（みやわき まな）の芸名で活動し、グラビアアイドル時代はウェスタに所属していた。

## 来歴・人物
特技は歌、スポーツ。中学・高校時代はハンドボールを経験し、デビュー前までは水泳のインストラクターだった。
当初は宮脇麻那名義で活動し、2015年8月21日に自身初のイメージDVD『透明美的』をリリース。同年11月には『週刊プレイボーイ』で、壇蜜や橋本マナミの次に来る新進女優として、新人ながら8ページを割いたグラビアが掲載された。グラビア活動では、B83・W60・H86（2017年4月時点）のスレンダーな体型と黒髪、白い肌やアンニュイな雰囲気を持ち味として、「クールビューティー」「清楚で上品なお姉さん」などと形容された。
グラビアデビュー以前から、女優としても活動。舞台やショートムービーなどに出演し、確かな演技力を見せた。2016年12月23日発売の6枚目のイメージDVD『みすど 魅惑の透明感』の発売イベントで「女優としてのお仕事をもっとたくさん出来るように頑張りたい」と語り、2017年3月31日発売の7枚目のイメージDVD『君のマナ。 宮脇麻那』の発売イベントにて、「グラビアでやりたいことはやりきった」としてグラビア活動を卒業し、以後は女優をメインに活動することを表明した。
グラビア引退後、女優業がメインになってからは名義を櫻井麻七に改名し、2018年頃にジャストプロに所属。2018年1月出演の舞台では、舞台出演経験2回目にして主演に抜擢された。2019年には松竹ブロードキャスティングオリジナル映画プロジェクト第7弾のオーディションを通過し、上田慎一郎監督の新作長編映画『スペシャルアクターズ』に出演。同映画は櫻井の地元である山口県下松市の映画館「MOVIX周南」でも試写会が行われ、舞台挨拶のために帰山している。
2020年12月31日をもって契約満了でジャストプロを退所。フリーで1年間活動したのち、2022年1月1日よりトーチ・リンクに所属。
女優としての演技として、陰がありそうな演技が好きだと語る。憧れの女優に戸田恵梨香や満島ひかりを挙げている。
2025年1月、俳優の平岡亮と結婚。

## 出演

### テレビドラマ
- 孤独のグルメ Season7 第8話（2018年5月26日、テレビ東京） - 荒川 役[17]
- 警視庁岡部班2〜多摩湖畔殺人事件（2018年11月12日、TBS） - ジョガー 役
- 名探偵・明智小五郎 第1夜「SHADOW」（2019年3月30日、テレビ朝日） - セキュリティ担当 役
- 白い巨塔 最終夜（2019年5月26日、テレビ朝日）
- 居酒屋兆治（2020年3月28日、NHK BSプレミアム・NHK BS4K） - 神谷さよ（若い頃） 役

### ウェブドラマ
- ガチコイ!（2015年7月10日 - 24日、YouTube(CLOVER FILMS)） - ヒロイン・麻生華澄 役[18]
- 電脳戦士ライオット（2016年2月26日 - 3月25日、YouTube(CLOVER FILMS)） - ヒロイン・西条楓 役[3][6][12]
- 彼氏をローンで買いました（2018年3月12日・16日、dTV・FOD）[19]
- 仮面ライダーBLACK SUN（2022年10月28日、Amazon Prime Video） - ビシュム（1972年） 役

### 映画
- SHORT TRIAL PROJECT 2018「2nd Memories」（2019年3月16日、and pictures/SAIGATE Inc.、監督：小椋久雄） - ヒロイン・陽花 役[20][21]
- スペシャルアクターズ（2019年10月18日公開、松竹、監督：上田慎一郎） - 七海 役
- カイジ ファイナルゲーム（2020年1月10日公開、東宝、監督：佐藤東弥） - 帝愛ランドCM出演者 役
- 燃えよ剣（2021年10月15日公開、東宝/アスミック・エース、監督：原田眞人） - お菊 役
- ヘルドッグス（2022年9月16日公開、東映/ソニー・ピクチャーズ エンタテインメント、監督：原田眞人）

### 舞台
- 新転位・21 第23回安保由夫追悼公演「骨風」（2016年12月8日 - 18日、ラビネスト）[3][12][22]
- 崖っぷちウォリアーズ 第5回公演「ゼッタイ、幸せになってやる!」（2018年1月24日 - 28日、劇場MOMO） - 主演・久子 役[12][23]
- フライドBALL企画 Vol.24「話そうよ。」（2018年2月22日 - 25日、明石スタジオ）[24] - ヒロイン・メイ 役
- 激団リジョロ 第30回記念公演「Era」（2018年5月24日 - 27日/6月1日 - 3日、萬劇場/in→dependent theatre 2nd）[25] - ヒロイン・黄美鈴 役
- 激団リジョロ 第33回公演「Re:organ」（2020年9月19日 - 27日、阿佐ヶ谷シアターシャイン） - ヒロイン・シオリ 役
- 崖っぷちウォリアーズ 第6回公演「極人」（2021年5月25日 - 30日、シアターサンモール） - 桐谷エミ 役
- 劇団12ミニッツ 第3回公演「xxxになれなくて」（2024年10月16日 - 22日、浅草九劇）[26]

### テレビ番組
- 心ゆさぶれ!先輩ROCK YOU（2014年9月6日、日本テレビ） - 「心ゆさぶる トゥルーストーリー」新入社員 公文ゆい 役
- NHKスペシャル「海の異変 しのびよる酸性化の脅威」（2022年7月17日、NHK）

### インターネットテレビ
- News21（2015年7月16日 - 9月17日、ニコニコ生放送(ニコジョッキー)）
- ニコジョッキー4周年記念2時間特別番組「三十路会2015」（2015年7月30日、ニコニコ生放送(ニコジョッキー)）
- 噂の炎上壁新聞（2015年10月15日 - 2016年6月16日・2017年1月20日 - 9月15日、ニコニコ生放送(ニコジョッキー)）アシスタント[11]
- ニコジョッキー年末特番2015〜告っちゃスペシャル Vol.5（2015年12月28日、ニコニコ生放送(ニコジョッキー)）
- 濱田准教授の課外授業（2016年2月26日 - 2017年9月18日、ニコニコ生放送(ニコジョッキー)）アシスタント
- 宮脇麻那の素敵な空間（2016年2月29日 - 8月29日、FC2ライブ(エフジョッキー)）[27]
- ぼっちクリスマス救済企画 GYAO!ジョッキー（2016年12月25日、GYAO!）[28]
- 櫻井麻七の 芸能人、崖っぷちスペシャル（2018年1月11日、ニコニコ生放送(ニコジョッキー)）MC[29]

### CM・広告
- RINPLA プロミスリング 宮脇麻那様「二十歳の記念」（2013年） ※Webサイト掲載[30]
- Attenir「Returned Letter -届かない手紙-」（2014年）[6] ※Webショートムービー
- レック 茂木和哉「お風呂のあきらめ水垢篇」「キッチンの諦めくすみ篇」（2018年）[31]
- 中部電力「これからデンキ」（2018年） ※WebCM
- レック 激落ちくん「事件です!」CM篇（2018年）
- Yahoo!プレミアムweb広告（2018年）
- アルソア化粧品（2020年）
- 大日本住友製薬 企業HP グラフィック（2020年）
- Anker「Soundcore Liberty Air2 Pro」（2020年）
- 旭化成ファーマ「テリボン開発ストーリー」（2021年）
- Anker「Soundcore Life P3」（2021年）
- クラレ「きっと明日も、ハレ、クラレ。」エピソード2チャレンジ篇（2022年）
- Q'sai「人生初を、いつまでも。」（2022年）

### MV
- マカロニえんぴつ「たましいの居場所」（2022年）

## 作品

### DVD
- 透明美的（2015年8月21日、竹書房)
- ヒトリシズカ（2016年3月25日、スパイスビジュアル )
- Mana（2016年6月24日、エスデジタ)（※ ブルーレイ同時発売）
- SQUALL（2016年8月29日、グラビジョン）
- moment（2016年10月28日、スパイスビジュアル）
- みすど 魅惑の透明感（2016年12月23日、M.B.D. メディアブランド）
- 君のマナ。 宮脇麻那（2017年3月31日、エスデジタル）